# حظر تجول (فلم)
حظر تجول هو فيلم مصري عرض عام 2020، بطولة إلهام شاهين وأمينة خليل ، ومن تأليف وإخراج أمير رمسيس.

## قصة الفيلم
تدور الأحداث في خريف عام 2013 بعد قرار حظر التجوال بمصر، حيث تخرج (فاتن) من السجن بعد قضائها عشرين عامًا بسبب ارتكابها جريمةّ مريعة، وتجبر (فاتن) على قضاء ليلتها عند ابنتها (ليلى) والتي تكون غير قادرة على تجاوز الماضي والعفو عن والدتها، وليس في ذهنها سوى أن والدتها قتلت والدها، في مقابل رفض تام من (فاتن) للإفصاح عن سبب الجريمة، مما يضع الابنة في صراع ما بين عقلها الرافض للأم وقلبها الذي يميل لها تدريجيا.

## طاقم التمثيل
- إلهام شاهين: (فاتن)
- أمينة خليل: (ليلى)
- محمود الليثي
- عارفة عبد الرسول
- كامل الباشا
- أحمد مجدي

## فريق العمل
- إخراج: أمير رمسيس
- تأليف: أمير رمسيس
- مونتاج: هبة عثمان
- مدير التصوير: عمر أبو دومة
- موسيقى تصويرية: تامر كروان
- إنتاج: S Productions

## مشاركات وجوائز
شارك الفيلم بالمسابقة الرئيسية في مهرجان القاهرة السينمائي الدولي عام 2020، وحصلت بطلة الفيلم الفنانة إلهام شاهين على جائزة أفضل ممثلة دور أول عن دورها.

## روابط خارجية
- مقالات تستعمل روابط فنية بلا صلة مع ويكي بيانات